# Kōsuke Hagino
Kōsuke Hagino (萩野公介?, Hagino Kōsuke; Oyama, 15 agosto 1994) è un ex nuotatore giapponese.
Ha partecipato alle Olimpiadi 2012 di Londra, vincendo la medaglia di bronzo nei 400m misti. Ai Campionati mondiali 2013 ha vinto l'argento sia nei 200m misti che nei 400m stile libero. Ha partecipato alle Olimpiadi 2016, vincendo l'oro nei 400m misti, l'argento nei 200m misti e il bronzo nella staffetta 4x200m stile

## Palmarès
- Olimpiadi

Londra 2012: bronzo nei 400m misti.
Rio 2016: oro nei 400m misti, argento nei 200m misti e bronzo nella 4x200 sl.
- Mondiali

Barcellona 2013: argento nei 400m sl e nei 200m misti.
Budapest 2017: argento nei 200m misti.
- Mondiali in vasca corta

Doha 2014: oro nei 200m misti e argento nei 400m misti.
- Campionati panpacifici

Gold Coast 2014: oro nei 200m misti e nei 400m misti, argento nei 200m sl, nei 400m sl e nella 4x200m sl.
Tokyo 2018: argento nei 400m misti e bronzo nei 200m misti.
- Giochi asiatici

Incheon 2014: oro nei 200m sl, nei 200m misti, nei 400m misti e nella 4x200m sl, argento nei 400m sl, bronzo nei 100m dorso e nei 200m dorso.
Giacarta 2018: oro nella 4x200m sl, argento nei 200m misti e nei 400m misti, bronzo nei 400m sl.
- Campionati asiatici

Foshan 2009: oro nei 200m misti, argento nei 50m dorso e nella 4x200m sl.
- Universiadi

Taipei 2017: oro nei 200m misti e nella 4x200m sl, argento nei 100m dorso e nei 400m misti, bronzo nella 4x100m misti.
- Mondiali giovanili

Lima 2011: oro nei 200m misti, argento nei 200m dorso e nella 4x100m misti, bronzo nei 100m dorso e nei 400m misti.

## International Swimming League
| Stagione 2020    |
| ---------------- |
| Tokyo Frog Kings |

## Riconoscimenti
- World Swimmer of the Year: 2014
- Pacific Rim Swimmer of the Year: 2014, 2016